# Leigh Van Valen
Leigh Van Valen, né le 12 août 1935, et décédé le 16 octobre 2010 à Chicago, Illinois, est un biologiste évolutionniste américain de l'Université de Chicago, auteur de la théorie de la reine rouge. Cette appellation est en référence au roman de Lewis Carroll intitulé De l'autre côté du miroir, second volet des Aventures d'Alice au pays des merveilles  (La Reine Rouge conseille à Alice : « Ici il faut courir pour rester à la même place », alors qu'Alice fait le constat que le paysage et les arbres qui l'entourent restent immobiles ainsi que les ombrages).
En 1991, avec Virginia C. Maiorana, il avait proposé que les cellules HeLa soient définies comme une nouvelle espèce, nommée Helacyton gartleri,.